# Yannis Ngakoutou
Yannis Ngakoutou, né le 30 septembre 1998 à Saint-Denis, est un footballeur international gabonais. Il joue au poste d'arrière droit à Lyon - La Duchère. Il est le frère de l'international centrafricain Quentin Ngakoutou.

## Carrière

### En club
Formé à Jeanne d'Arc de Drancy et à l'AS Monaco, il part au GOAL FC en 2020. Le 25 juin 2021, il signe à Lyon - La Duchère.
Il signe en novembre 2022 au Athlétic Club de Bobigny

### En sélection
Né en France d'un père centrafricain et d'une mère gabonaise, il choisit le Gabon. Il fait ses débuts en sélection le 4 janvier 2022 lors d'une rencontre amicale contre la Mauritanie. Le match se solde sur un score de parité 1-1. 